# Kohistanat
Kohistanat är ett distrikt i Afghanistan. Det ligger i provinsen Sar-e Pol, i den norra delen av landet, 300 kilometer väster om huvudstaden Kabul.
Distriktet beräknades år 2022 ha cirka 94 000 invånare.